# Teratophyllum leptocarpum
Teratophyllum leptocarpum är en träjonväxtart som först beskrevs av Fée, och fick sitt nu gällande namn av Holtt. Teratophyllum leptocarpum ingår i släktet Teratophyllum och familjen Dryopteridaceae. Inga underarter finns listade.